# Џорџ Смит (рагбиста)
Џорџ Смит (енгл. George Smith; 14. јул 1980) је професионални аустралијски рагбиста који тренутно игра за рагби јунион екипу Воспс. Смит је један од најбољих играча треће линије свих времена.

## Биографија
Висок 180 цм, тежак 103 кг, Смит је повремено играо и на позицији број 8 - Чеп (енгл. Number 8), али најчешће крилног у трећој линији скрама (енгл. Flankeer). Смит је легенда екипе Брамбиси, која је аустралијски представник у најјачој лиги на свету - Супер Рагби. Поред Брамбиса, играо је и за Рагби клуб Тулон, Стад Франс, Лион и Сантори Санголијат. 2015. отишао је на острво да игра за двоструког шампиона Европе, екипу Воспс. За аустралијску репрезентацију одиграо је 111 тест мечева и постигао 9 есеја.